# 민주공화당 (미국)
민주공화당(또는 제퍼슨 공화당, 1792년 ~ 1824년)은 미국 초기의 정당이자 지금의 민주당과 공화당의 전신 정당이다.

## 창당 배경
미국 독립 이후, 미국 정치계는 알렉산더 해밀턴을 중심으로 한 연방주의자세력과 토머스 제퍼슨을 중심으로 한 반연방주의자세력으로 나뉘었다. 초대 대통령 조지 워싱턴 정권 이후, 반연방주의자인 토머스 제퍼슨은 대통령 후보로 출마했다. 그는 그의 동지이자 정적인 존 애덤스가 대통령에 당선되어 낙선했지만, 당시 두 번째로 득표수가 많은 대통령 후보가 부통령으로 뽑던 제도에 의해 부통령에 당선했다. 그는 존 애덤스의 임기 4년 동안 애덤스의 정책을 반대해왔다. 드디어 1800년 대통령 선거에서 제퍼슨은 애덤스를 누르고 미국 제3대 대통령으로 당선되었다. 그는 당선 직후, 반연방주의자세력을 결집해서 그를 따르던 제임스 매디슨과 함께 민주공화당을 창당했었다.

## 당 분열
제4대 대통령 제임스 매디슨, 제5대 대통령 제임스 먼로 정권 이후, 존 퀸시 애덤스가 대통령 후보로 출마했었다. 하지만 영국과의 전쟁에서 국민적인 영웅으로 떠오른 앤드루 잭슨도 출마했었다. 1824년 대통령 선거에서 미국 선거 역사에서 최초의 사태가 벌어졌다. 이 선거에서 잭슨은 득표수에서 JQA(존 퀸시 애덤스의 이니셜)를 앞섰으나 선거인단 투표에서 다수표를 얻은 후보가 없었다. 그래서 대통령 선출은 역사상 처음으로 의회로 넘어갔고 1824년 2월 9일, 의회 선거 결과 JQA가 제6대 대통령에 당선했다. 그러나 이 의회 결과에서 JQA가 후보 중 하나였던 헨리 클레이와 협상하여 클레이의 6개주(일리노이, 켄터키, 루이지애나, 메릴랜드, 미주리, 오하이오)의 지지를 받았고, 당선발표 후에 JQA는 클레이를 국무장관으로 임명했기 때문에 잭슨과 그의 지지자들은 크게 반발했다. 결국 1824년 JQA 당선 직후, 민주-공화당은 잭슨 지지파인 민주당와 JQA의 지지파인 국민공화당(후에 휘그당)으로 분리됐다. 결국 제퍼슨과 메디슨이 창당한 민주공화당은 창당한 지 32년 만에 해체되었다.

## 민주공화당에서 당선된 역대 대통령
()는 재임기간
- 제3대 대통령 토머스 제퍼슨 (1801년 - 1809년)
- 제4대 대통령 제임스 매디슨 (1809년 - 1817년)
- 제5대 대통령 제임스 먼로 (1817년 - 1825년)
- 제6대 대통령 존 퀸시 애덤스 (1825년 - 1829년)

## 같이 보기
- 반연방주의
- 민주당 (미국)의 역사
- 잭슨 민주주의